# 卜里坪街道
卜里坪街道是中华人民共和国湖南省郴州市苏仙区下辖的一个街道办事处。

## 行政区划
卜里坪街道下辖以下村级行政区划单位：
茅塘社区、四普庄村、卜里坪村、官庄坪村和长冲铺村。